# Faserbeton
Faserbeton ist eine Erweiterung des künstlichen Baustoffes Beton. Es werden dem Beton bei der Herstellung Fasern zugegeben, um die Erhärtungseigenschaften und somit auch die Materialeigenschaften wie Zug-, Druck- und Scherfestigkeit dem Bruch- und Rissverhalten zu verbessern. Damit kann der Faserbeton im Gegensatz zu Beton auch Zugkräfte übernehmen, und zwar im ungerissenen Zustand. Dies führt zu der Möglichkeit, jegliche Körperform statisch tragend herzustellen.
Im Baustoffhandel sind auch Zementfaserplatten erhältlich, die in Feuchträumen anstelle von Gipsfaser- oder anderen Trockenbauplatten eingesetzt werden.

## Geschichte
Seit der Erfindung des Betons durch die Römer wurden dem Frischbeton auch Fasern aus Pflanzen oder Tierhaar beigegeben. Grund war die Verhinderung von Schrumpfrissen beim Abbinden und somit die Sicherheit, dass Beton auch Zugkräfte aufnehmen kann. Dies wurde von der Ziegelherstellung übernommen, da hier der gleiche Effekt zu verhindern war. So wurden die Naturfasern bis Anfang des 20. Jahrhunderts in Beton und Mörtel (auch in Putzen) verwendet.
Erst mit Einführung des Stahlbetons (bei dem der Stahl die Zugkräfte übernimmt) wurde auf die Beigabe von Fasern verzichtet. Auch lassen heutige Normen keine Naturfasern mehr im Beton zu.
Ab 1950 wurden Versuche mit Fasern aus Stahl unternommen, die hauptsächlich beim Abbindevorgang des Frischbetons Schwindrisse vermeiden sollten. Dies führte ab 1970 dazu, dass Stahlfasern als dünne, häufig gewellte Drähte auf den Markt kamen. Etwas später wurden dann auch Glas- und Kunststofffasern auf den Markt gebracht, wobei sich der jeweilige Einsatz auf unterschiedliche Anwendungsbereiche aufteilte.
Da es keine mit den anderen Baustoffen vergleichbare Bemessungsmethode gab, wurde der Faserbeton in Richtlinien und Normen nur als untergeordneter Baustoff zugelassen. Dies hatte zur Folge, dass tragende Bauteile nicht in Faserbeton hergestellt werden sollten.
Erst die Nachweise von Bernhard Wietek erlauben es, Faserbeton technisch mit seinen notwendigen Kennwerten wie Druck-, Zug- und Scherfestigkeit zu berechnen, wobei dies noch nicht in Richtlinien oder Normen Eingang gefunden hat.

## Unterschied zu anderen Baustoffen
Um den Unterschied zu den üblichen am Bau in Verwendung befindlichen Baustoffen hinsichtlich der Tragfähigkeit zu erkennen, ist eine Sicht auf das Spannungs-Dehnungsverhalten der Baustoffe zu empfehlen. Hierbei wird von allen verglichenen Baustoffen nur der normmäßig zulässige Bereich dargestellt, da dies der linear elastische Bereich in der Spannungs-Dehnungsbeziehung ist. Die mögliche plastische Verformung wird hier nicht betrachtet.
Man erkennt, dass die meisten Baustoffe im Druckbereich gut sind, jedoch im Zugbereich ist besonders Beton schlecht, da Zugkräfte wegen der Eigenrisse beim Aushärten keinen bzw. nur wenig Zug zulassen. Stein und Faserbeton sind fast so gut wie Holz, Stahl ist besonders gut, weshalb Stahl gerne zur Übertragung von Zugkräften verwendet wird. Stahl ist zwar ein exzellenter Baustoff, wobei wegen der leichten Veränderung der Struktur infolge von Korrosion bei ihm Vorsicht geboten ist.
Faserbeton wirkt statisch wie ein homogener Baustoff (Stein, Holz, Stahl, Beton) und hat seine beste Tragfähigkeit, wie alle homogenen Baustoffe, im ungerissenen Zustand. Die Nachrisseigenschaften können zwar berechnet werden, sind aber für die Übertragung der Bauwerkslasten nicht maßgebend. Bei der Lebensdauer kann man bei Faserbeton wie auch beim Beton von sehr langen Gebrauchszuständen ausgehen. Dies wird durch alte Betonbauten bestätigt (z. B. Pantheon (Rom) ca. 2.100 Jahre).
Stahlbeton hingegen wirkt wie ein Verbundwerkstoff, bei dem Beton den Druck überträgt und Stahl den Zug. Dies führt zu einem gerissenen Zustand, der in der Berechnung und Ausführung bewusst akzeptiert wird. Der Stahl wird zwar im Beton durch die Alkalität des Zementsteines geschützt, jedoch ist im gerissenen Zustand dieser Schutz fraglich. Auch bei äußerer Einwirkung von Salzen (Straßen- und Brückenbau) ist eine starke Korrosionsgefährdung gegeben. Dies führt bei Stahlbeton im Einsatz für Verkehrsbauten zu einer Lebensdauer von lediglich 30–40 Jahren.
Faserbeton hat auch Nachteile: Bei der Verarbeitung können die Fasern Betonpumpen und Schläuche verstopfen. Unter ungünstigen Verhältnissen können sich die Fasern vor oder während des Einbringens entmischen. Damit hat das Material keine homogenen Eigenschaften mehr. Beton mit Fasern ist schwieriger an der Oberfläche zu glätten. Stahlfasern können korrodieren und die Lebensdauer negativ beeinflussen.

## Eigenschaften
Voraussetzung für das Verständnis der Eigenschaften von Faserbeton ist der detaillierte Vorgang in der Abbindephase des Betons. Dazu muss man die Veränderung der einzelnen Bestandteile des Betons in der Abbindezeit betrachten. Bei der Kristallbildung des Zementsteines reagiert der Zement mit dem Wasser, und es entstehen Minerale (Zementstein), die geringfügig weniger Volumen einnehmen als die beiden Ausgangsstoffe. Durch diesen Vorgang zieht sich der Beton etwas zusammen, und es entstehen dabei Schwindrisse im Beton.
Bei diesem Vorgang entstehen im Frischbeton Zugspannungen, die die wachsenden Minerale noch nicht aufnehmen können. Es kommt dabei örtlich zu Rissen, die je nach äußeren Verhältnissen (Temperatur und Luftfeuchtigkeit) mehr oder weniger groß sein können.
Sobald die Minerale besser zusammenwachsen, entstehen Druckspannungen im Beton, die die entstandenen Risse weiter vergrößern.
Es ist nun Aufgabe der Fasern, in diesem Abbindezustand des Betons die ersten Zugspannungen aufzunehmen, damit keine Risse entstehen und somit der Beton auch ein homogener Baustoff ist. Damit können in diesem Zustand des Abbindens vom Faserbeton auch Zugspannungen sicher übertragen werden.
Entsprechend der Dehnung bei der Zugbeanspruchung im fertig abgebundenen Faserbeton übernehmen die eingebauten Fasern eine zum Beton ergänzende Zugspannung, sodass insgesamt eine erhöhte mögliche aufnehmbare Zugspannung für den Faserbeton zur Verfügung steht. Entsprechend dem Zusammenhang beim Mohr-Coulomb'schen Stoffgesetz erhöht sich mit der Zugspannung auch die aufnehmbare Druckspannung, was zu einer erheblichen Verbesserung der Tragfähigkeit des Baustoffes Faserbeton führt.

## Fasern
Es werden hier nur Fasern aufgezeigt, die heute mit Beton als Faserbeton angewendet werden. Es gibt dazu eine sehr große Auswahl die zu beachten ist.
Fasermaterialien
- Stahlfasern
- Kunststofffasern
- Glasfasern

In früheren Zeiten wurde auch Asbest verwendet (Asbestbeton).
Fasergröße
- Microfasern
- Macrofasern

Fasergeometrie
- gerade Faser
- Hakenfaser
- gewellte Faser
- endgequetschte Faser
- endgestauchte Faser

## Dosierung
Die Menge an Fasern je Kubikmeter Beton nennt man Dosierung. Diese ist entscheidend für die Eigenschaften des Faserbetons. Bei den unterschiedlichen Fasermaterialien sind die in nebenstehender Abbildung angegebenen Dosierungen üblich.
Ausgehend von dem gewählten Wert muss man nun für die Berechnung einer Bemessung die Anzahl
der Fasern je cm3 und auch die Faserdichte je cm2 angeben.

## Verteilung der Faser
Jede Faser hat offensichtlich eine andere Richtung im Beton. Es muss zuerst geklärt werden,
wie die Fasern im Beton räumlich verteilt und lagemäßig ausgerichtet sind.
Sieht man sich eine beliebige Konfiguration der Fasern gegenüber der Kraftrichtung an, so
kann man hier die einzelnen Fasern auch in den Ursprung des relativen Koordinatensystems
verschieben, ohne den räumlichen Einfluss dabei zu ändern. Man erhält dann ein Bild, in dem
alle Fasern durch den Ursprung gehen und somit der Winkel {\displaystyle \alpha } zwischen der Kraftrichtung und
der jeweiligen Faser messbar ist.
- Faserverteilung bezogen auf Kraftrichtung
- Krafteck bei der Einzelfaser
- räumliche Faseranordnung bei einer Halbkugel

Wenn die Fasern regelmäßig räumlich im Faserbeton verteilt sind, ist der räumliche Winkel zwischen den Fasern gleich, was bei einer Halbkugel einer gleichen Fläche an der Oberfläche gleichkommt. Verteilt man nun diese Flächen an der Oberfläche, so kann man für jede Faser den Faserwinkel {\displaystyle \alpha } angeben und somit auch den Mittelwert des Winkels aller Fasern errechnen. Dieser ergibt sich zu {\displaystyle \alpha } = 60 Grad.

## Verbundwirkung von Fasern
Die Faserspannung im Gesamtquerschnitt kann mit folgendem Zusammenhang errechnet
werden:
{\displaystyle \sigma _{ft}={\frac {\tau _{c}}{2}}\cdot M_{f}\cdot d_{f}\cdot c_{f}\cdot \cos(\alpha -\delta )}
dabei sind:
{\displaystyle \sigma _{ft}\colon } Faserzugspannung im Betonquerschnitt [kN/cm2]
{\displaystyle \tau _{c}\colon } Betonschubspannung [kN/cm2]
{\displaystyle M_{f}\colon } Mantelfläche einer Einzelfaser [cm2]
{\displaystyle d_{f}\colon } flächenbezogene Dosierung [Stck/cm2]
{\displaystyle c_{f}\colon } Geometriefaktor der Faser
{\displaystyle \alpha \colon } Raumwinkel für die Raumverteilung der Fasern [°]
{\displaystyle \delta \colon } Formwinkel der Faser [°]
Diese Faserzugspannung {\displaystyle \sigma _{ft}} kann nun zu der Betonzugspannung {\displaystyle \sigma _{ct}} dazugezählt werden und man
erhält die Zugspannung {\displaystyle \sigma _{fct}} für den Faserbeton.
{\displaystyle \sigma _{fct}=\sigma _{ft}+\sigma _{ct}}
Nachdem nun die Zugspannung des Faserbetons ermittelt wurde, ist es notwendig auch die Druckspannung des Faserbetons zu ermitteln.
Da sich die Zugspannung des Gesamtkörpers infolge der Faserzugabe erhöht, wirkt sich dies auch auf die Druckspannung aus.
Dies kann aus dem Mohr’schen Spannungskreis erkannt werden.

## Anwendung
Faserbeton wurde schon sehr zahlreich und auch variantenreich eingesetzt. Da sich der Faserbeton als ungerissener Baustoff auch gut für tragende Konstruktionen bewährt hat, sind hier einige Bilder von den unterschiedlichsten Einsatzgebieten wiedergegeben.
Hallen und Bodenplatten
- Bodenplatte für Mehrfamilienhaus
- Bodenplatte für Industriehalle

Wände
- Kellerwand
- Wand als Fertigteil

Träger und verkehrter Plattenbalken
- Träger und Wand bei Talstation
- Wand mit verkehrtem Plattenbalken

Tunnelbau
- Tunnel in Oberlech
- Tunnel mit Tübbingen ausgebaut

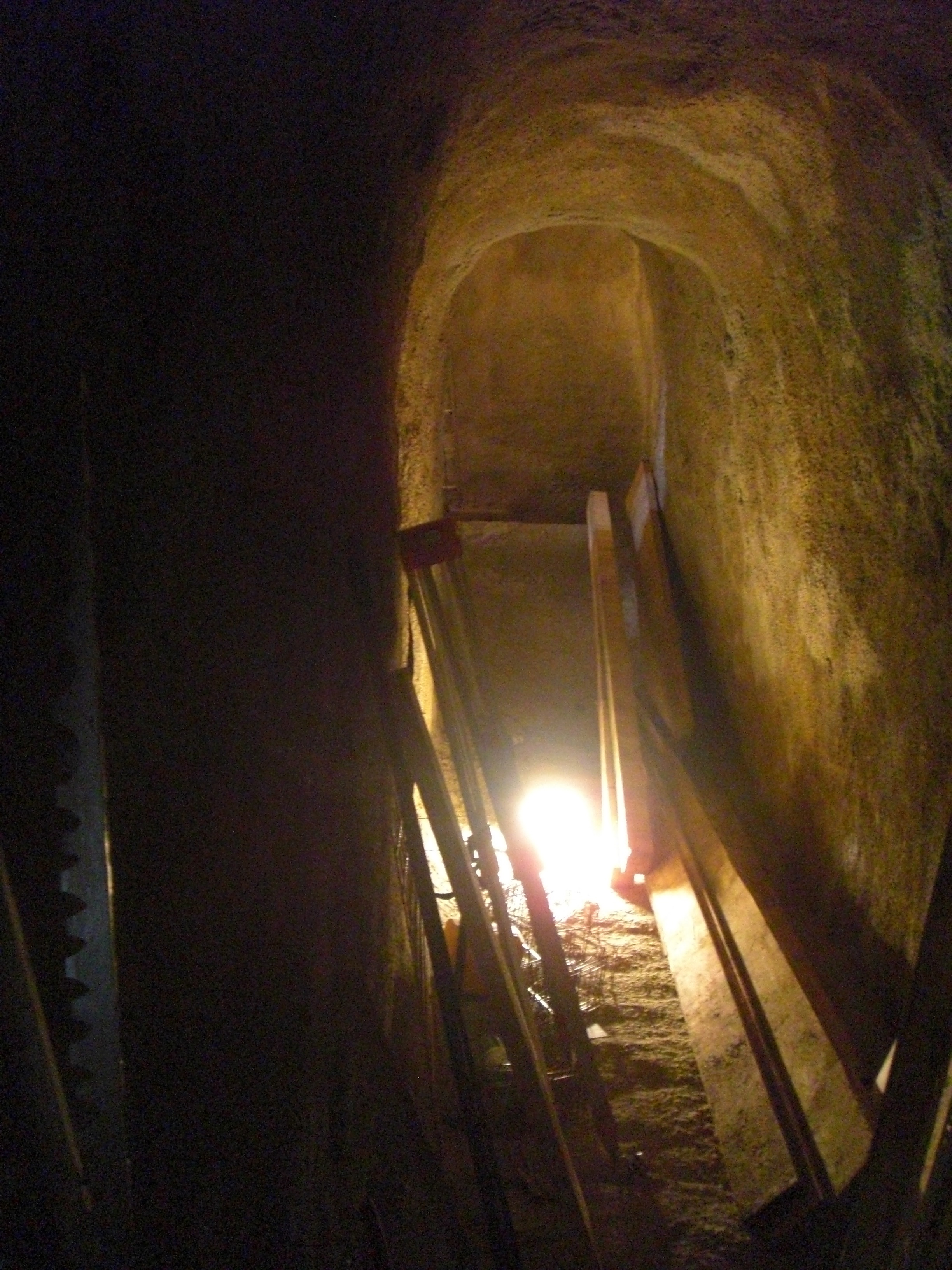
unterirdischer Tunnelzugang zu Hotel in Ischgl

Treppen und Fertigteile
- Treppe ausgeschalt
- Tübbinge

Spritzbeton Versiegelungen
- Versiegelung einer Hauswand
- Versiegelung einer Felswand bei der Brenner Autobahn

Spritzbeton Baugrubensicherungen
- Baugrubensicherung in Patsch bei Innsbruck
- Baugrubensicherung in Ischgl Hotel Elisabeth

Fundament für Einfahrtsstütze Karlesjochbahn 3100m

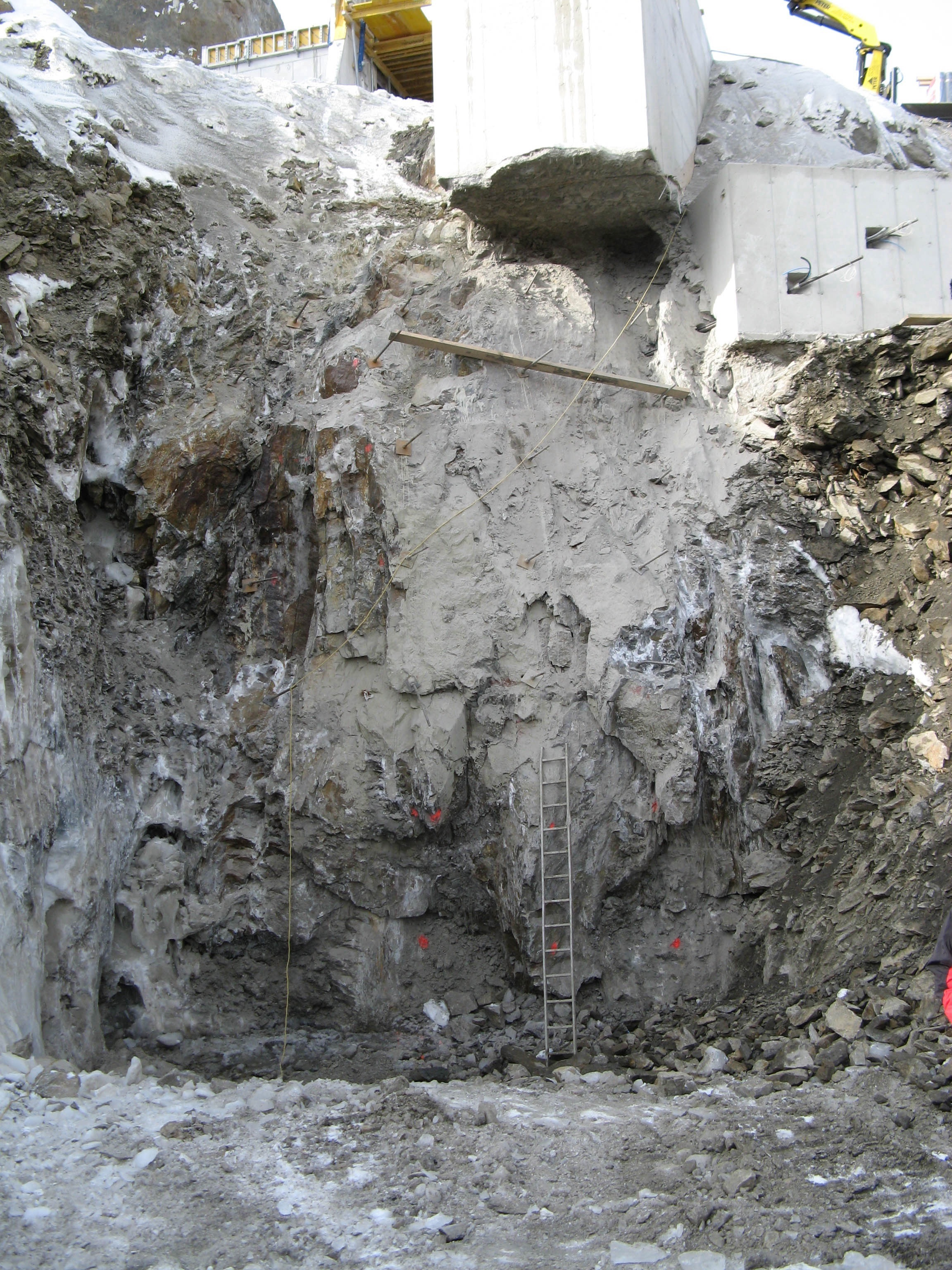
Aushub unter dem Bergstationfundament
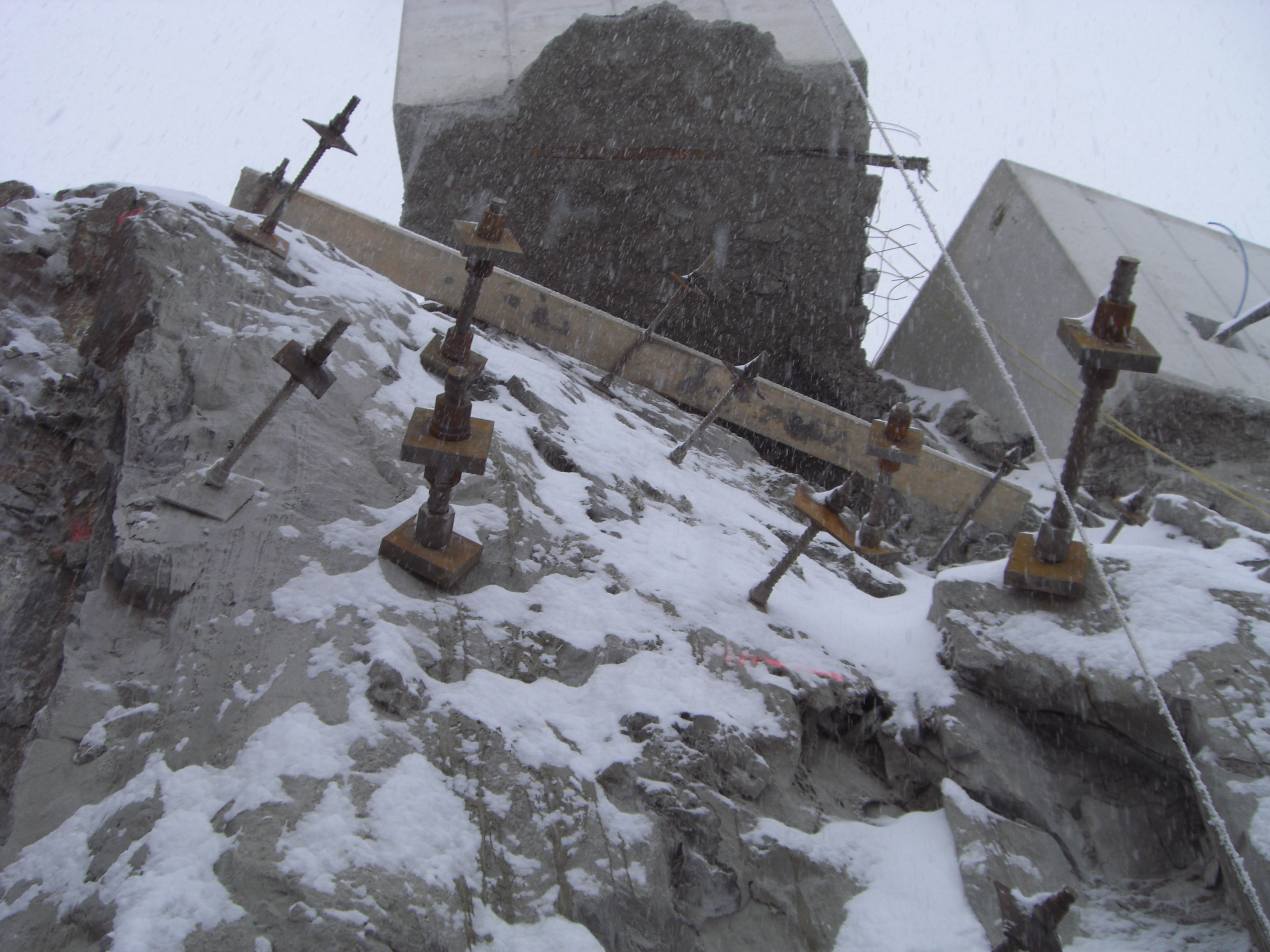
Verankerung der Felswand
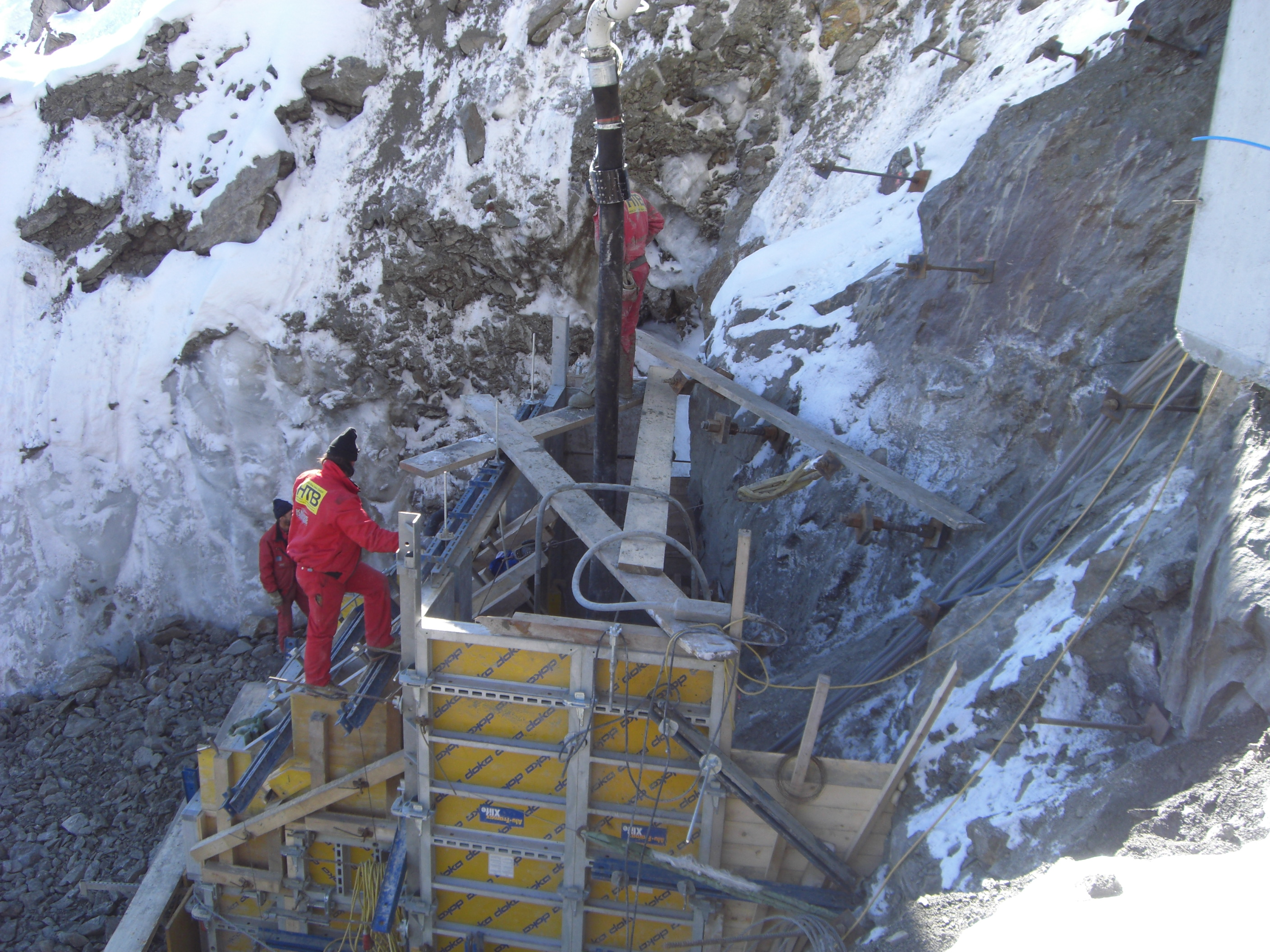
Schalung für ersten Sockel
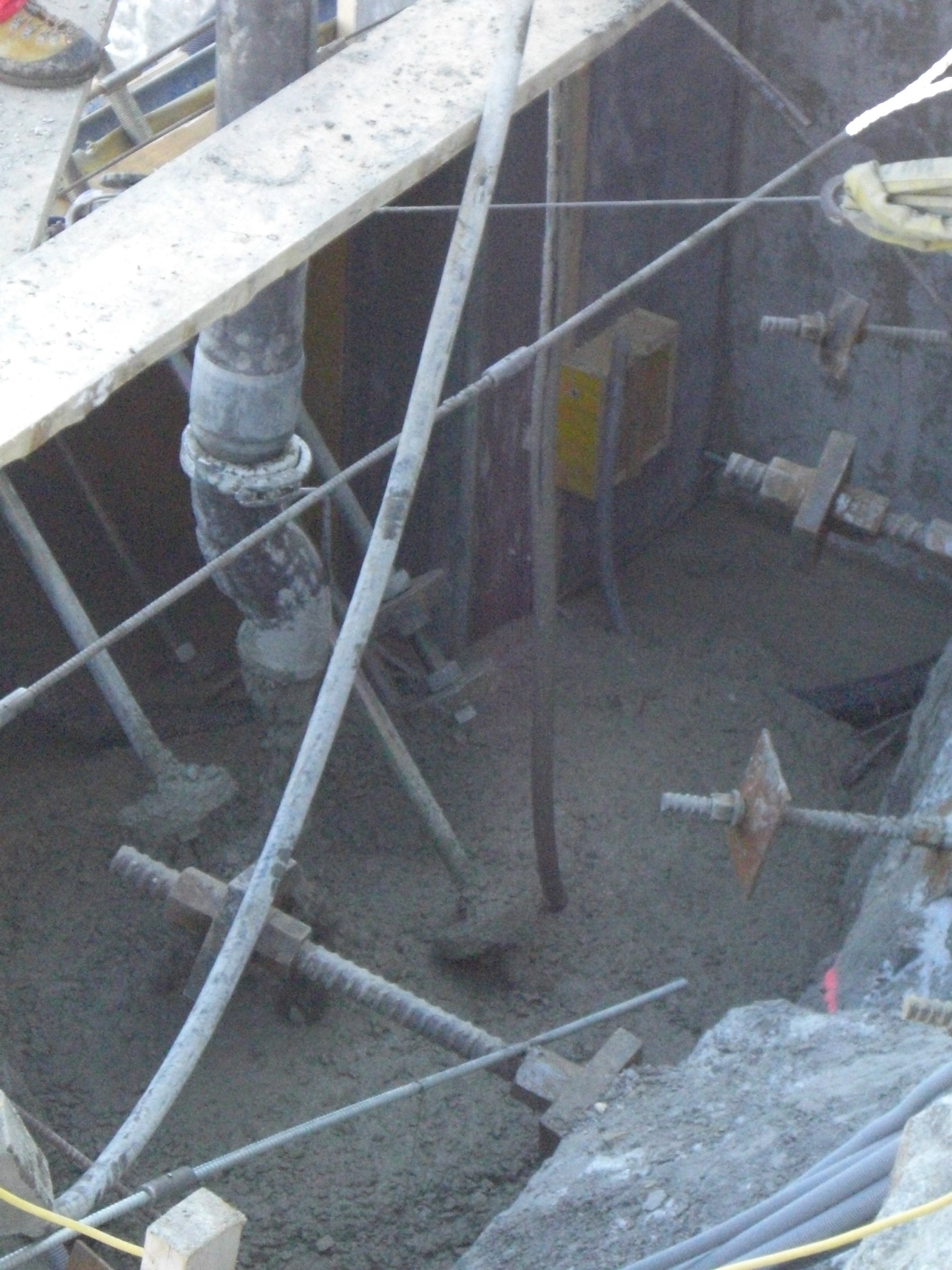
Einbringen Faserbeton in Schalung
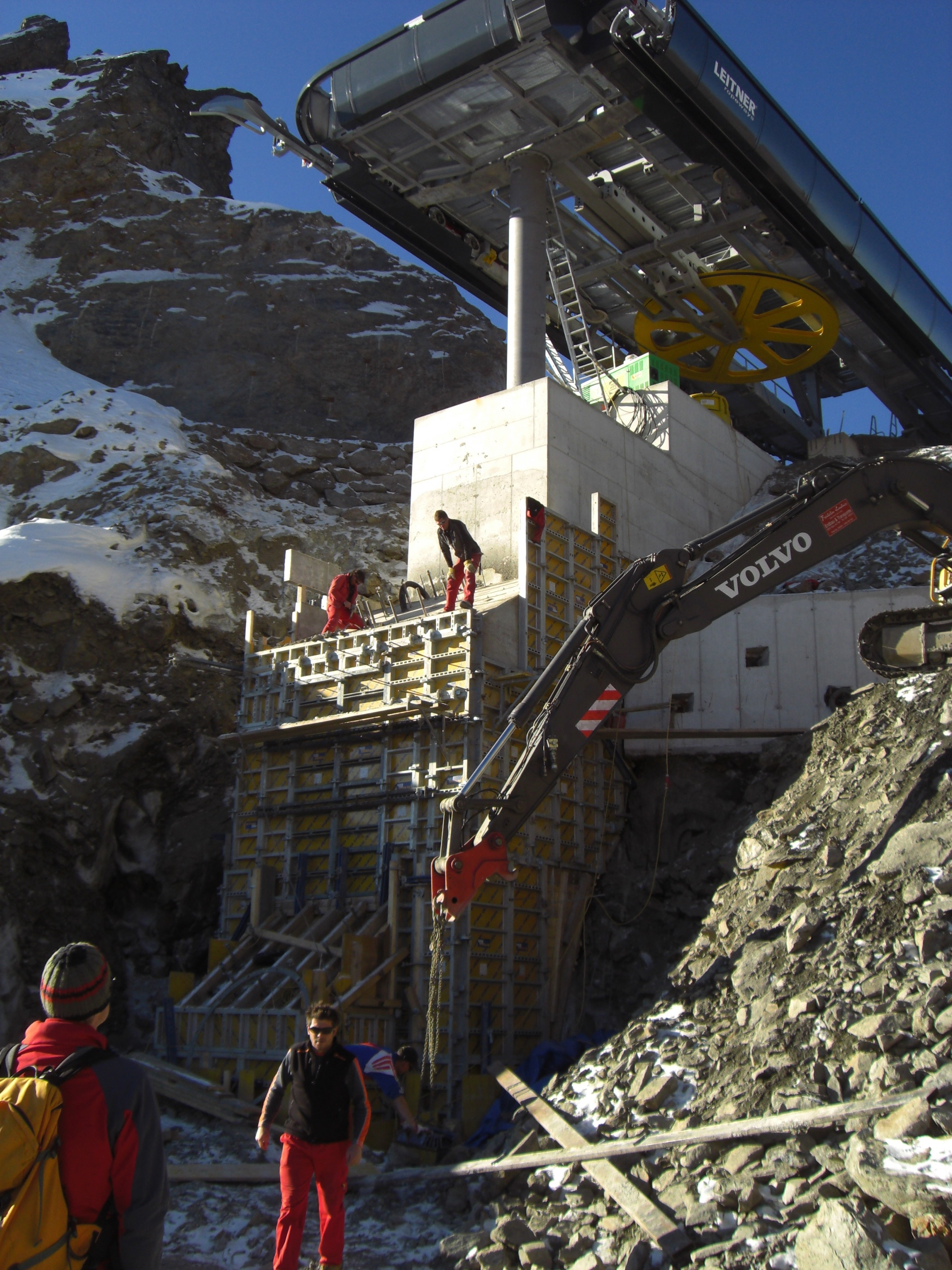
Obere Schalung aufgesetzt
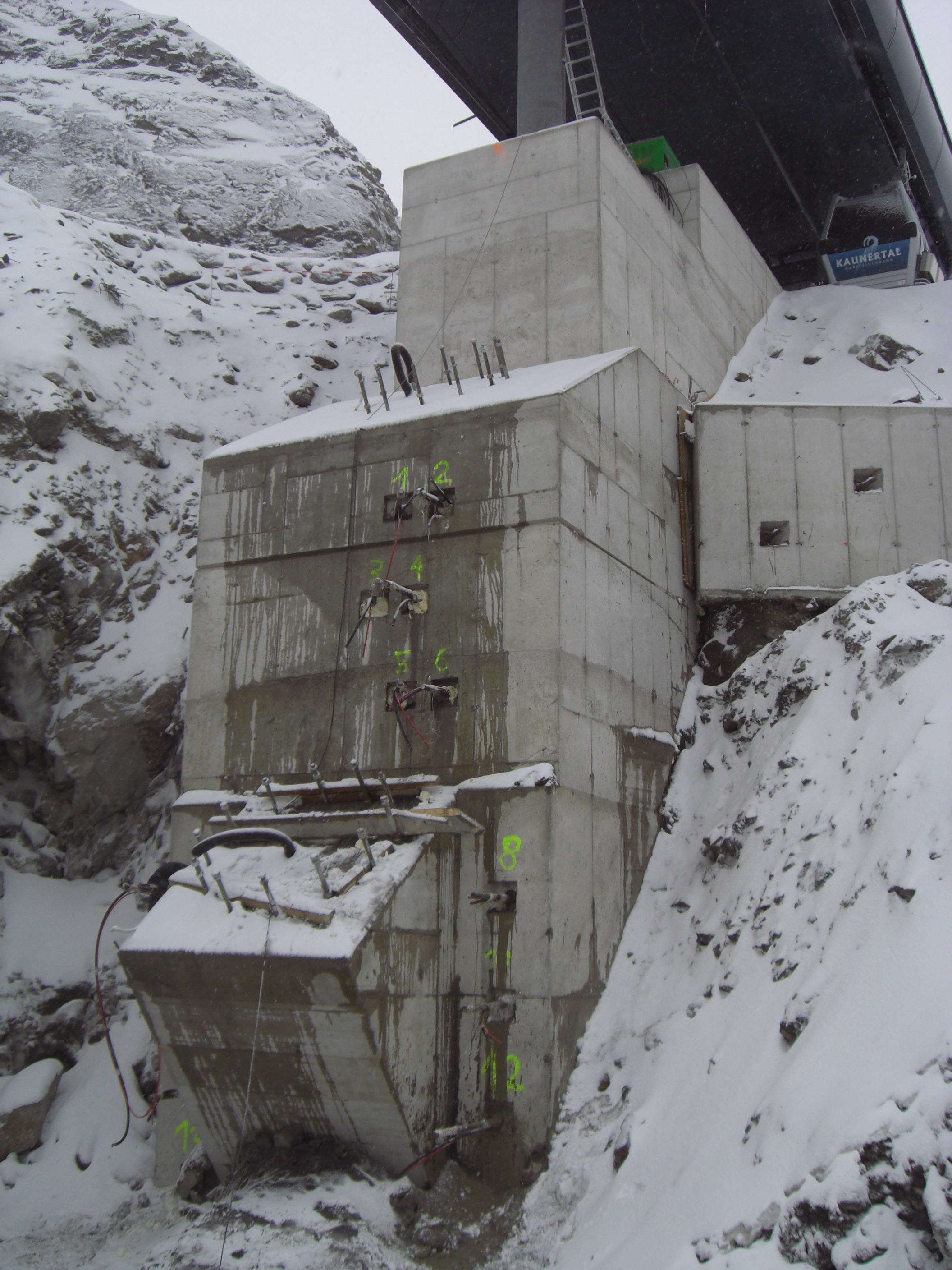
Faserbetonfundament ausgeschalt
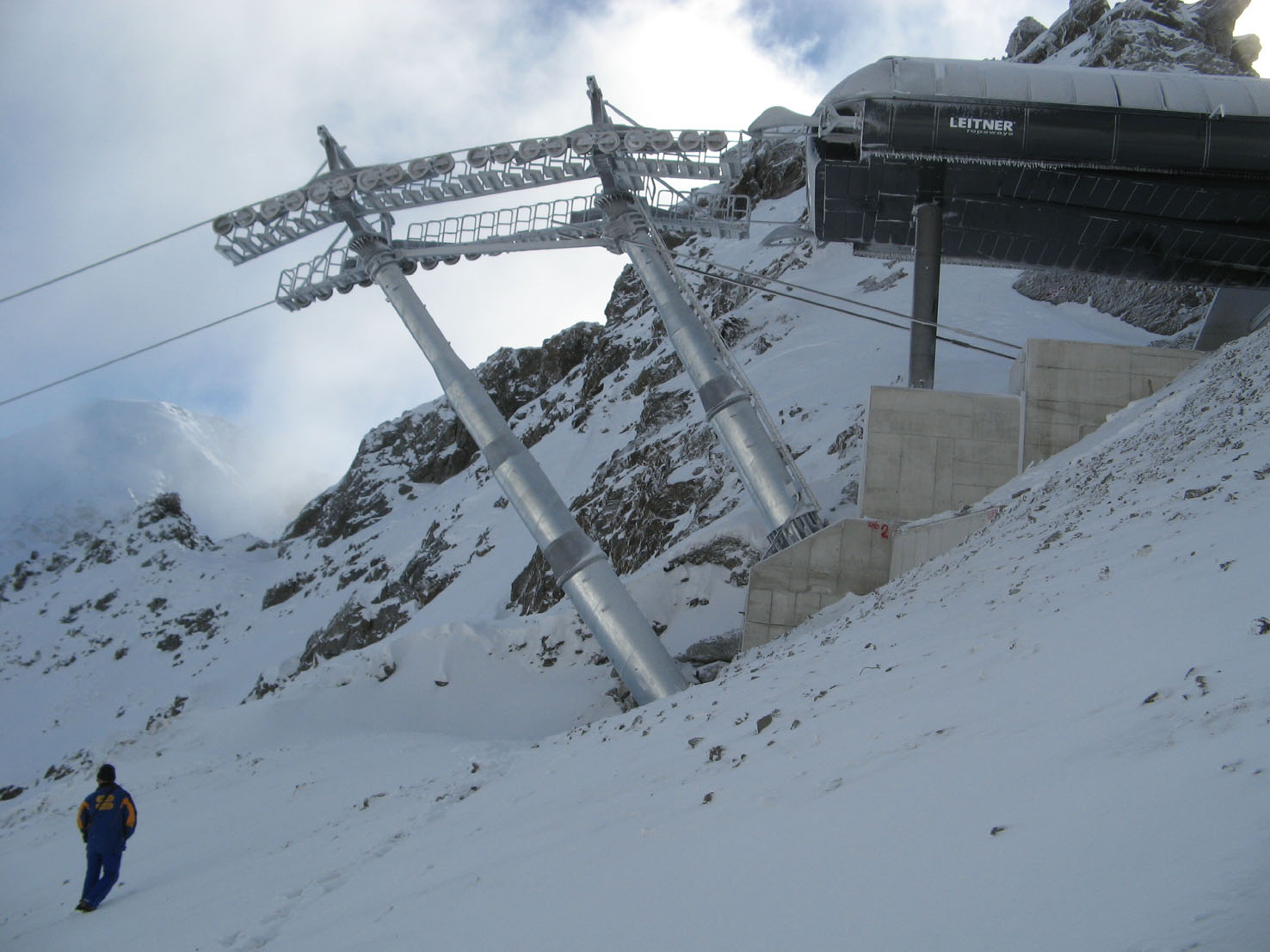
Fertige Bergstation Karlesjochbahn
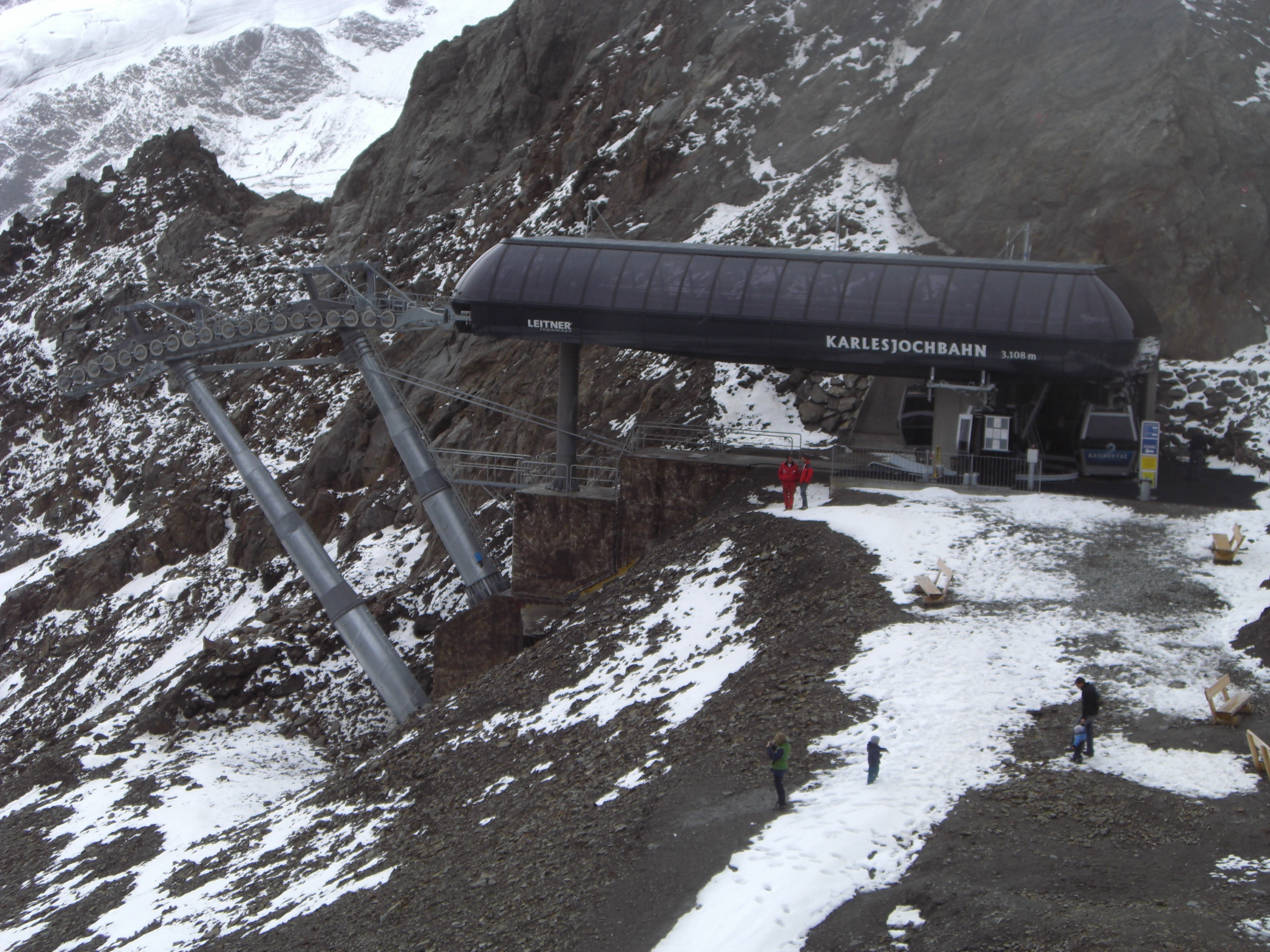
Farbgebung lt. Umweltbehörde

Faserbeton findet zudem Anwendung in der Gestaltung von Möbeln und Lampen.
Betonlampe

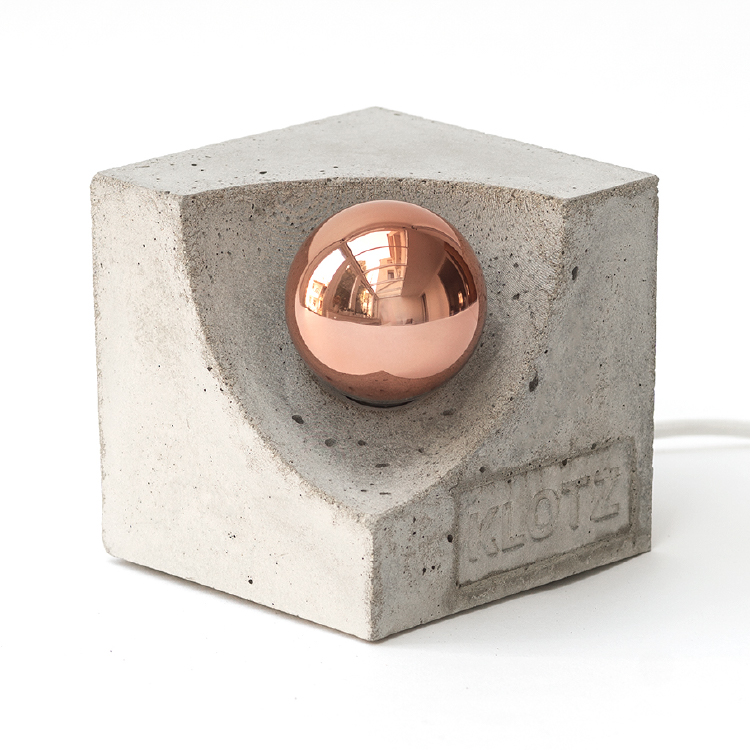
Betonlampe mit Glasfaserzuschlag

## Berechnungsprogramme

### FB-Bem oder FC-calc
Dieses Excel-basierte Programm wurde von dem Bauingenieur Bernhard Wietek entwickelt und ist in deutscher (FB-Bem) und englischer (FC-calc) Version vorhanden. Es wird hier die Bemessung von Faserbeton für die Lastfälle Biegung, Biegung mit Längskraft, Knicken, Schub und Durchstanzen berechnet. Dabei können sämtliche Betongüten mit Fasern aus Stahl, Kunststoff oder Glas verstärkt werden.

## Regelwerke
Derzeit sind noch keine Normen für den Faserbeton vorhanden.
Faserbeton wird unter anderem in folgenden Richtlinien geregelt:
- Deutscher Ausschuss für Stahlbeton: Richtlinie „Stahlfaserbeton“, 2010.
- Merkblatt Stahlfaserbeton des DBV (Deutscher Betonverein)
- Richtlinie Faserbeton des ÖVBB (Österreichische Vereinigung für Beton und Bautechnik).
- Merkblatt Glasfasermodifizierter Beton (FMB) – Herstellung, Verarbeitung, Frischbetonprüfung (Fachvereinigung Faserbeton e. V.)